# خنزير الرضاعة

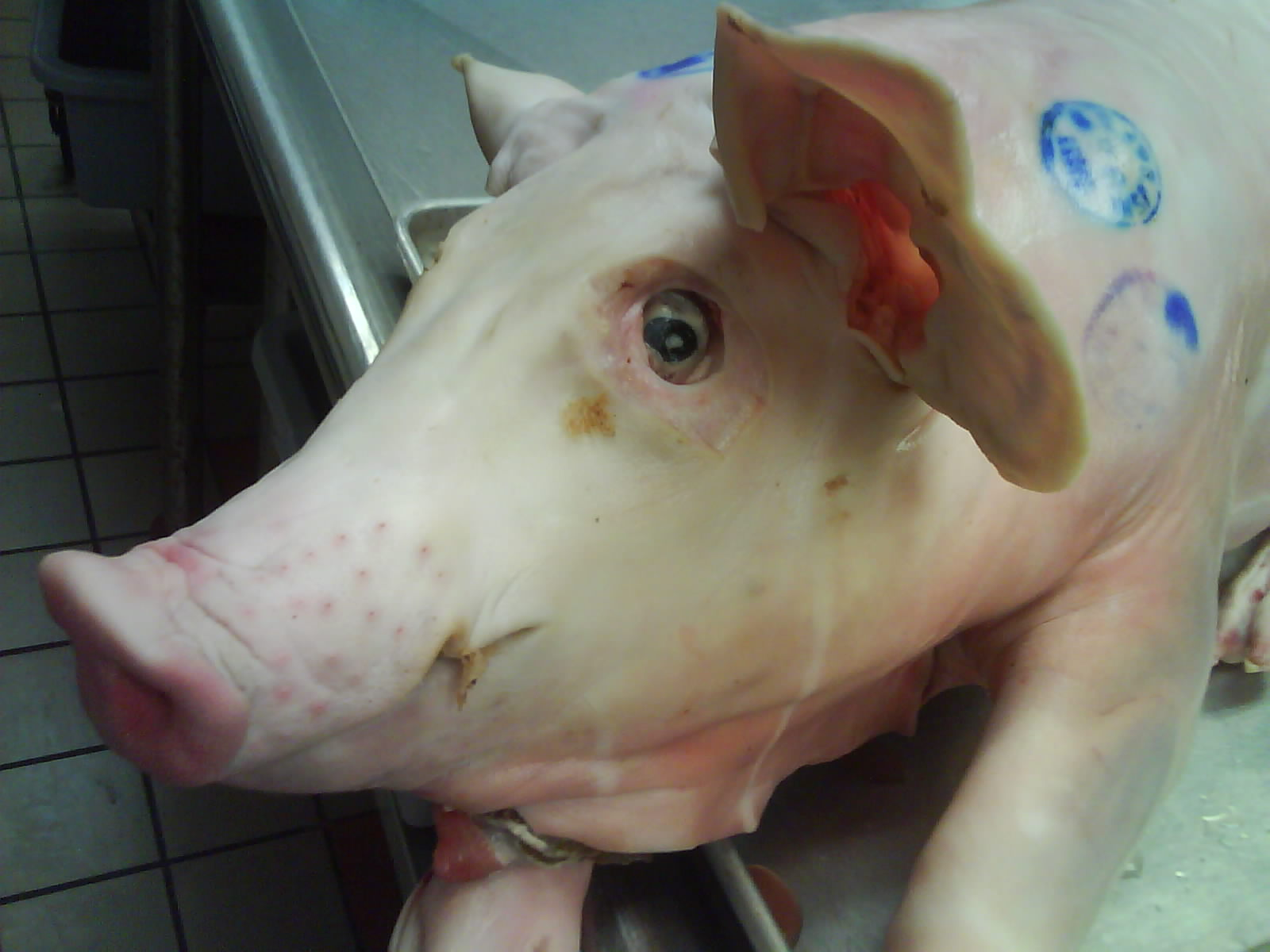
خنزير رضاعة قبيل الشوي لتناوله في حفلة في الولايات المتحدة.

خنزير الرضاعة وهو خنزير أليف يتغذى على حليب أمه. في فن الطبخ، خنزير الرضاعة يذبح بين سن الأسبوعين إلى 6 أسابيع. ويطبخ تقليدياً كاملاً. عادةً مشوي، في مطابخ عدة. وهو يحضر في أغلب الأحيان للمناسبات والتجمعات الخاصة .